# Hanns Lothar
Hanns Lothar, nato Hans Lothar Neutze (Hannover, 10 aprile 1929 – Amburgo, 11 marzo 1967), è stato un attore tedesco.

## Filmografia parziale
- Die Schuld des Dr. Homma, regia di Paul Verhoeven (1951)
- Buddenbrooks - 1. Teil, regia di Alfred Weidenmann (1959)
- Buddenbrooks - 2. Teil, regia di Alfred Weidenmann (1959)
- L'ultimo testimone (Der letzte Zeuge), regia di Wolfgang Staudte (1960)
- Uno, due, tre! (One, Two, Three), regia di Billy Wilder (1961)